# Adolph Carl von Rothschild
El barón Adolph Carl von Rothschild (Fráncfort del Meno, 5 de agosto de 1823 - ibídem, 16 de octubre de 1900) fue un banquero y filántropo de origen alemán integrante de la familia Rothschild.

## Biografía
Adolph Carl von Rothschild es hijo de Carl Mayer von Rothschild y su esposa Adelaida Hertz. Sucedió a su padre en la conducción de la casa Rothschild de Nápoles. 
Durante la invasión de Nápoles por las tropas de Giuseppe Garibaldi en 1860 debió huir por mar a Gaeta junto con rey Francisco II de Borbón, pero no pudo obtener de su familia el consentimiento de otorgar préstamos que solicitaba el monarca caído. Posteriormente vendió su residencia de Nápoles y se retiró del negocio en 1863.